# ليلى ميلاني
ليلى ميلاني خوشبين (ولدت في 2 أبريل 1982) عارضة أزياء ممثلة، مضيفة تلفزيونية وسيدة أعمال إيرانية كندية. ولدت ميلاني في تورونتو للوالدين إيرانيين، وهي متزوجة من رجل الأعمال والمستثمر العقاري والمؤلف الإيراني، مانوشهر خوشبين.
ظهرت ليلى في العديد من عروض دبليو دبليو أي منها عام 2005 دبليو دبليو إي ديفا سيرش، ظهرت في عدة أعمال تلفزيونية منها المسلسل التلفزيوني خلية نائمة (2005), مسلسل لاس فيغاس، كما ظهرت في بويز آند جيرلس غايد تو جيتينغ دون (2006)، عرضت مجلة  مكسيم  ميلاني وزميلها في برنامج «صفقة أو لا صفقة» على الإنترنت من معرض مكسيم.

## روابط خارجية
- الموقع الرسمي
- Leyla Milani Exclusive Interview (2008)
- NBC.com's Deal or No Deal Model Profile on Leyla
- ليلى ميلاني على موقع IMDb (الإنجليزية)
- ليلى ميلاني على موقع قاعدة بيانات الفيلم (الإنجليزية)
- ليلى ميلاني على موقع كينوبويسك (الروسية)